# Czarny Dunajec
Czarny Dunajec è un comune rurale polacco del distretto di Nowy Targ, nel voivodato della Piccola Polonia.
Ricopre una superficie di 218,34 km² e nel 2004 contava 21 015 abitanti.
Ha dato i natali a Hugolín Gavlovič (1712-1787), predicatore francescano e scrittore dell'età barocca.